# 民航总医院
中国民用航空局民用航空医学中心，与民航总医院一个机构两块牌子，是一所位于中华人民共和国北京市朝阳区高碑店地区的公立医院，隶属中国民用航空局。医院原名民航北京医院、中国民用航空总医院。2010年，民航总医院同中国民用航空医学中心合并，一个机构两块牌子。医院是北京大学临床教学医院，即北京大学民航临床医学院。医院等级为三级合格医院。2019年曾发生北京民航总医院杀医案。

## 历史
20世纪70年代，中共中国民用航空总局党委向中国人民解放军空军党委请示，希望成立医院，解决伤病员的医疗问题。1972年11月17日，国务院、中央军委发布《关于解决民航、六院医疗问题的批复》，同意民航总局、中国人民解放军第六研究院在所辖单位较为密集的地区分别组建四所医院，每家医院设一百个床位。1973年5月4日，民航总局决定，四家医院分别设在北京、上海、兰州、成都四座城市。随后，民航总局的工作人员们选定了北京市朝阳门外高井的一片地块，将其作为民航北京医院的院址，也即后来民航总医院的院址。这片土地属于师部在通县的空军高炮七师。1974年4月，国务院、中央军委批准民航总局将医院的床位数增加到三百张。1974年底，民航总局同高炮七师办理了手续，划拨了土地，支付了补偿款。
1977年11月17日，中央军委批准设立民航北京医院。1978年，民航北京医院开工建设。1982年4月27日，工程通过验收。历经两年的征地、四年的设计、四年的施工，民航北京医院最终在1982年5月4日正式开院。有的资料将民航总医院的成立时间定为1974年4月。
1990年6月29日，中国民航局成立民航医学中心，民航北京医院成为民航医学中心下辖的单位之一。1995年8月31日，民航医学中心被撤销，成立中国民用航空总医院。航空医学研究室、空勤体检队由民航总医院代管。1996年中国民用航空卫生学校停止招生，予以撤销。有资料称，民航北京医院在1996年升级成为中国民用航空总医院。2002年10月10日，中国民用航空总医院改名民航总医院。2010年，中国民用航空医学中心同民航总医院合并，实行一个机构两块牌子。合并后机构名称为中国民用航空局民用航空医学中心（民航总医院），下设临床医学部、民用航空医学研究所、民用航空体检鉴定所、教学培训部。
医院在1996年（一说1997年）成为北京医科大学（即后来的北京大学医学部）的临床教学医院。2007年1月25日，民航总医院升格为北京大学临床医学院，北京大学民航总医院教学医院改名北京大学民航临床医学院。
民航总医院在2000年12月4日获批成为三级医院。

## 相关事件
2019年12月24日6时许，病人家属孙文斌持刀刺伤民航总医院急诊科女医师杨文。杨文伤重不治，于25日凌晨逝世。此事在中国大陆舆论引起强烈反响。孙文斌的母亲魏某年龄95岁，12月4日来到民航总医院就诊，首诊医生为杨文。魏某患有脑梗塞后遗症，长期卧床，通过鼻饲进食。就诊时，魏某的家人拒绝做一切检查，要求输液。输液后病情没有好转，家属责怪医生治坏了魏某。24日凌晨，魏某出现严重气喘，医生开药后不见好转。后半夜陪护母亲的孙文斌杀害了早间当班的杨文。根据流出的现场监控，孙文斌在杨文的颈部割了数刀，手段极其残忍。杨文的同事称，孙文斌割断了她的右侧颈所有肌肉、食管、气管、颈内静脉、颈总动脉、神经，甚至割断了颈椎骨。急诊科的医师向自媒体透露，孙家之前曾经发出死亡威胁，如果魏某病死，医生们“谁都别想活”。孙文斌当场被北京朝阳警方控制，12月27日被北京市人民检察院第三分院以涉嫌故意杀人批准逮捕。魏某在27日下午转诊至首都医科大学附属北京朝阳医院急诊重症监护室。网传消息称，衛健委在26日晚组织专家连续5小时会诊，杀人案发生后孙家人要求医院治疗后魏某能说话、能走路，朝阳医院为孙家免去了一切费用，孙家人对杀人案毫无歉意。媒体报道，全国政协委员、神经外科医师凌锋实地探访，确认是孙家人自行办理了民航总医院的出院手续，并联系999转院至朝阳医院，朝阳医院并未提供免费治疗。